# Arctic weather satellite
Arctic weather satellite, également désigné par son acronyme AWS, est un satellite météorologique de petite taille développé pour le compte de l'ESA dont l'objectif est de mesurer l'humidité et la température au-dessus des régions polaires avec une fréquence élevée. Il s'agit d'un prototype qui pourrait déboucher sur le lancement d'une constellation de 16 à 20 satellites aux caractéristiques identiques qui permettront une fréquence de visite inférieure à 30 minutes. Les données recueillies par AWS seront utilisées principalement par l'Organisation européenne pour l'exploitation des satellites météorologiques (EUMETSAT) et son homologue américain (NOAA) pour améliorer la qualité des données utilisées pour les prévisions climatiques à court terme. La construction du satellite de 120 kilogrammes est confiée à la filiale suédoise de OHB. Le seul instrument embarqué est un radiomètre micro-ondes. Le satellite est placé sur une orbite héliosynchrone (altitude 600 kilomètres) le 16 août 2024.

## Contexte
En 2016, l'Agence spatiale européenne crée un groupe de travail (Artic Task Force ou ATF) pour déterminer les besoins spécifiques des régions polaires qui permettraient d'améliorer nos connaissances de l'environnement, de développer une économie durable tout en protégeant les écosystèmes. En 2018, un groupe de travail (AMSS) est constitué pour définir l'architecture de missions spatiales répondant aux besoins identifiés (environ 80). Une pondération de ceux-ci reposant sur le nombre d'utilisateurs potentiels, les revenus économiques procurés, la valeur stratégique pour la région et le bénéfice social a été affectée à chacun de ces besoins. La conclusion de cette étude est que les besoins identifiés comme prioritaires pourraient être couverts par un système de surveillance de la météorologie des régions polaires reposant sur une constellation de 16 à 20 satellites de petite taille disposant d'un radiomètre micro-ondes.

## Développement
Fin 2019, une ligne budgétaire est débloquée par le conseil ministériel de l'Agence spatiale européenne pour étudier la réalisation d'un prototype et valider la conception de la constellation de satellite envisagée. Le programme est baptisé Arctic Weather Satellite (AWS).
En mars 2021, l'Agence spatiale européenne passe contrat avec la filiale suédoise de la société OHB pour la construction du satellite AWS pour un montant de 32 millions d'euros. La filiale suédoise Omnisys fournit le radiomètre tandis que Thales Alenia Space est le chef de file pour le développement du segment sol. L'agence spatiale et EUMETSAT doivent évaluer la faisabilité technique et le coût d'une constellation de satellites similaires à AWS.

## Caractéristiques techniques
Le satellite d'une masse de 120 kilogrammes utilise la plateforme Innosat qui a déjà été mise en œuvre par la société suédoise pour réaliser le satellite GMS-T (lancé en 2021) et est l'héritage de plusieurs missions antérieures comme Astrid 1/2 (1995/1998), Odin (2001), SMART-1 (2003) et Prisma (2010). Cette plateforme est stabilisée 3 axes et est alimentée en énergie par des panneaux solaires fournissant 160 Watts. Les dimensions du satellite en position repliée sont de 1 050 × 680 × 800 mm. Les communications sont effectuées en bande S (télémesures) avec un débit de 4 mégabits par seconde et bande L (données collectées) avec un débit de 1,5 mégabit par seconde. La stabilité de pointage est de 3 degrés par minute. Le satellite dispose pour le contrôle d'orbite et d'attitude d'un delta-V de 310 m/s fourni par quatre moteurs électriques (FEEP (en)) d'une poussée maximale de 1,2 milli Newton.

### Instrumentation
Le seul instrument emporté par le satellite est un radiomètre micro-ondes à 19 canaux effectuant ses mesures perpendiculairement à la trace au sol du satellite. Cet instrument fournira des mesures de l'humidité et de la température au-dessus des régions polaires avec une résolution élevée et quelles que soient les conditions atmosphériques. Les 19 canaux s'échelonnent entre 50 et 325 GHz. Le satellite dispose de quatre antennes cornet (54, 89, 166/138 et 325 GHz) alimentant un réflecteur tournant à une vitesse constante de 45 tours par minute. Par rapport à l'instrument MWS embarqué sur les satellites MetOp-SG, les canaux sous les 50 GHz ont été supprimés et le canal à 229 GHz a été remplacé par un canal à 325 GHz, ce qui permet d'observer deux transitions importantes de l'eau. La résolution spatiale est comprise entre 8,5 et 40 km selon les canaux,.

### Source bibliographique
- (en) Bastiaan Lagaune, Sten Berge et Anders Emrich « Arctic Weather Satellite, A microsatellite constellation for improved weather forecasting in Arctic and globally » (2021)  (lire en ligne) [PDF]
—Small Satellite Conference